# Manni Schmidt

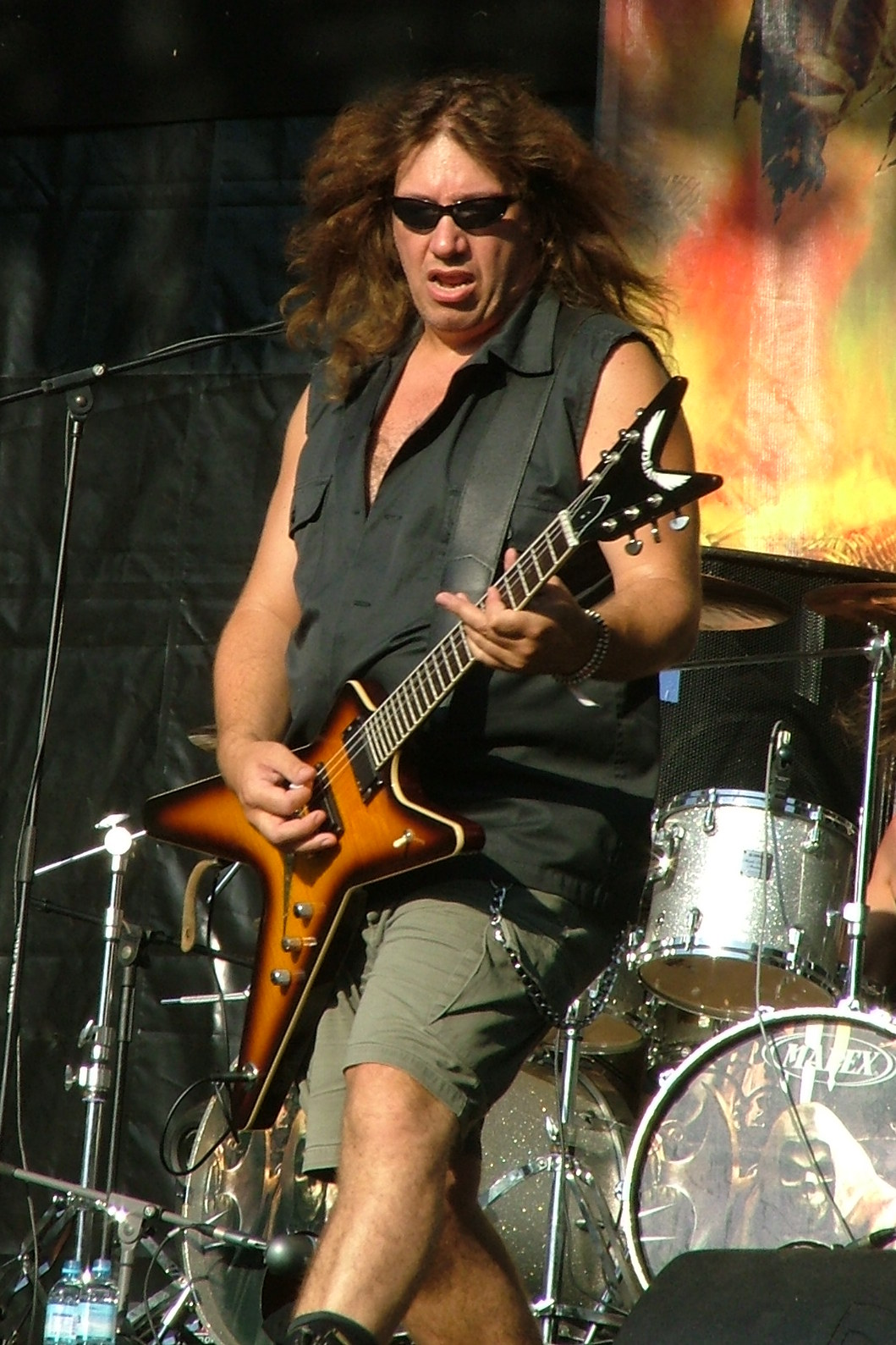
Manni Schmidt mit Grave Digger (2007)

Manfred „Manni“ Schmidt (* 27. November 1964 in Andernach) ist ein deutscher Heavy-Metal-Gitarrist und -Songwriter. Bekannt wurde er durch langjährige Mitgliedschaften in den Heavy-Metal-Bands Rage und Grave Digger.

## Leben
Schmidt startete seine Karriere mit seiner eigenen Band Factor 6. Zwischen 1987 und 1994 war er Mitglied der Band Rage, mit der er zahlreiche Alben aufnahm. 1994 nahm er eine lange Auszeit von der aktiven Musik, die ein Jahr lang dauerte.
Im Jahr 2000 ersetzte er den Gitarristen Uwe Lulis bei der Heavy-Metal-Band Grave Digger, nachdem er kurz in einer Punkband namens Made in Hate spielte. Bis zum Ende seiner Mitgliedschaft bei Grave Digger im September 2009 veröffentlichte Schmidt zahlreiche Alben mit dieser Band. Die frisch gegründeten Capital Joke musste Schmidt nach einem Demo und zwei Gigs wieder auflösen, da zu der Zeit berufliche Änderungen bei ihm anstanden und ihm zudem ein schwerer Hörschaden drohte. Letzteres hatte eine weitere Zwangspause zur Folge, bis die Ohren wieder in Ordnung waren.
Im September 2014 gründete Schmidt die Band Crash Gate 6. Seit Januar 2015 ist er mit der ehemaligen Rage-Besetzung Peavy Wagner und Christos Efthimiadis unter dem Namen Refuge live wieder aktiv.
Nach eigenem Bekunden hat Manni Schmidt keine Ambitionen mehr auf ein Leben als Profi-Musiker.

## Stil
Schmidts Einflüsse auf den frühen Speed-Metal-Stil der Band Rage waren sehr deutlich, da sich die Musik ohne Erwartungshaltung frei entwickeln konnte. Von dem Album Perfect Man bis zu Trapped! steuerte Schmidt zunehmend komplexe und progressive Elemente bei. Bekannt wurde er für seine ausgefeilte Rhythmik und ungewöhnlichen Harmonien. Holger Stratmann vom Rock Hard urteilte in Ausgabe 26: „Hört Euch diesen Knaben an und Ihr werdet feststellen, daß RAGE wirklich keinen zweiten Gitarristen brauchen, wobei sich die Gitarrenarbeit auf ‘Perfect Man’ wohltuend von diesem ganzen Varney-Zeugs abhebt.“ Martin Schaich betont in seiner Retrospektive zum Album Trapped! den progressiven Charakter vieler Songs.

## Instrumente
Als sein Lieblingsinstrument bezeichnet Manni Schmidt eine Hagström Super Viking aus Schweden. Hier spielen auch nostalgische Aspekte eine Rolle, da er seinerzeit als Gitarrenschüler von seinem Lehrer eine Hagström abkaufte und sie schon mit High-Gain-Pickups aufrüstete. Ebenfalls eine starke emotionale Bindung hat er zu seiner '78er Ibanez Flying V. Aus dem Refuge-Endorsement mit dem Gitarrenhersteller ESP spielt er eine LTD GUS-600FR STBC, eine LTD Eclipse EC 1000 VB und eine VIPER 401 Military Green Satin.
Als Verstärker kommen bevorzugt Laney-Verstärker zum Einsatz.